# Ergebnisse der Kommunalwahlen in Neubrandenburg
In den folgenden Listen werden die Ergebnisse der Kommunalwahlen in Neubrandenburg aufgelistet. Es werden die Ergebnisse der Wahlen zur Stadtvertretung seit 1990 angegeben.
Es werden nur diejenigen Parteien und Wählergruppen aufgelistet, die bei wenigstens einer Wahl mindestens zwei Prozent der gültigen Stimmen erhalten haben. Bei mehrmaligem Überschreiten dieser Grenze werden auch Ergebnisse ab einem Prozent aufgeführt. Das Feld der Partei, die bei der jeweiligen Wahl die meisten Stimmen bzw. Sitze erhalten hat, ist farblich gekennzeichnet.

## Parteien
- AfD: Alternative für Deutschland
- B’90/Grüne: Bündnis 90/Die Grünen → Grüne
- B.F.D.: Bund Freier Demokraten → 1990: FDP
- CDU: Christlich Demokratische Union Deutschlands
  - 1990: CDU der DDR
- DBD: Demokratische Bauernpartei Deutschlands
- DFD: Demokratischer Frauenbund Deutschlands
- DSU: Deutsche Soziale Union
- FDP: Freie Demokratische Partei → ab 1994
- Grüne: B’90/Grüne
  - 1990 als: Grüne Liste/Grüne Liga
- Linke: Die Linke
  - bis 2004: PDS
  - ab 2009: Die Linke
- NF: Neues Forum (Forum)
- NPD: Nationaldemokratische Partei Deutschlands
- PDS: Partei des Demokratischen Sozialismus → Linke
- Piraten: Piratenpartei Deutschland
- SPD: Sozialdemokratische Partei Deutschlands
  - 1990: SPD der DDR

## Wählergruppen
- AU: Allgemeine Unzufriedenheit ins Rathaus
- BEH.V.: Verband der Behinderten der DDR
- BV: Bürgervereinigung
- Jug.Li: Jugendliga
- VBS: Verband der Berufssoldaten
- VS: Volkssolidarität
- WFN: Wählergemeinschaft Frauenliste Neubrandenburg

## Abkürzungen
- Ezb.: Einzelbewerber
- Sonst.: Sonstige
- Wbt.: Wahlbeteiligung

## Wahlen zur Stadtvertretung
Stimmenanteile der Parteien in Prozent
| Jahr | Wbt. | Linke | CDU  | SPD  | Grüne | AfD  | NPD | BSW  | FDP | Sonst. |
| ---- | ---- | ----- | ---- | ---- | ----- | ---- | --- | ---- | --- | ------ |
| 1990 | 69,4 | 30,5  | 23,6 | 21,5 | 4,1   |      |     |      | 4,1 | 116,21 |
| 1994 | 65,7 | 32,1  | 28,3 | 23,2 | 5,4   |      |     |      | 4,0 | 27,02  |
| 1999 | 44,0 | 34,1  | 34,9 | 21,8 | 1,5   |      |     |      | 2,2 | 35,53  |
| 2004 | 39,0 | 30,0  | 31,6 | 20,1 | 2,9   |      |     |      | 5,5 | 49,94  |
| 2009 | 39,1 | 29,2  | 30,6 | 21,4 | 4,4   |      | 2,7 |      | 7,0 | 54,85  |
| 2014 | 39,9 | 28,0  | 26,5 | 21,6 | 5,9   | 4,5  | 2,5 |      | 2,3 | 68,76  |
| 2019 | 52,0 | 23,7  | 25,3 | 16,4 | 11,2  | 16,0 | 0,8 |      | 3,4 | 73,27  |
| 2024 | 54,2 | 7,9   | 17,9 | 11,3 | 5,1   | 21,5 | 0,3 | 16,0 | 1,0 | 819,08 |

Sitzverteilung
| Jahr | Gesamt | Linke | CDU | SPD | Grüne | AfD | BSW | FDP | Projekt-NB |
| ---- | ------ | ----- | --- | --- | ----- | --- | --- | --- | ---------- |
| 1990 | 90     | 28    | 21  | 19  | 4     |     |     | 4   |            |
| 1994 | 45     | 16    | 14  | 11  | 3     |     |     |     |            |
| 1999 | 45     | 16    | 17  | 10  |       |     |     |     |            |
| 2004 | 43     | 13    | 14  | 9   | 1     |     |     | 2   |            |
| 2009 | 43     | 13    | 13  | 9   | 2     |     |     | 3   |            |
| 2014 | 42     | 12    | 11  | 9   | 3     | 2   |     | 1   |            |
| 2019 | 43     | 10    | 11  | 7   | 5     | 7   |     | 2   |            |
| 2024 | 43     | 3     | 8   | 5   | 2     | 9   | 7   | 1   | 4          |

Sitzverteilung der Parteien, die nie mehr als drei Sitze erhalten haben
| Jahr | BfN | SBNB | Piraten | NPD | AU | NF | DSU | VBS | DBD | DFD | Jug.Li | VS | BEH.V. | BV | Ezb. |
| ---- | --- | ---- | ------- | --- | -- | -- | --- | --- | --- | --- | ------ | -- | ------ | -- | ---- |
| 1990 |     |      |         |     |    | 3  | 2   | 2   | 2   | 1   | 1      | 1  | 1      | 1  |      |
| 1994 |     |      |         |     |    |    |     |     |     |     |        |    |        |    | 1    |
| 1999 |     |      |         |     |    |    |     |     |     |     |        |    |        |    | 2    |
| 2004 |     |      |         |     | 3  |    |     |     |     |     |        |    |        |    | 1    |
| 2009 |     |      |         | 1   |    |    |     |     |     |     |        |    |        |    | 2    |
| 2014 |     |      | 1       | 1   |    |    |     |     |     |     |        |    |        |    | 2    |
| 2019 |     |      |         |     |    |    |     |     |     |     |        |    |        |    | 1    |
| 2024 | 3   | 1    |         |     |    |    |     |     |     |     |        |    |        |    |      |

Fußnoten
1 1990: davon: NF: 3,2 %, DSU: 2,5 %, VBS: 2,2 %, DBD: 1,6 %, DFD: 1,6 %, Jug.Li: 1,2 %, VS: 1,1 %, BEH.V.: 0,9 % und BV: 0,7 %

2 1994: davon WFN: 3,4 %, Einzelbewerber: 1,8 %

3 1999: davon Einzelbewerber: 3,3 %

4 2004: davon AU: 7,5 %, Einzelbewerber: 2,3 %

5 2009: Einzelbewerber

6 2014: davon Einzelbewerber: 7,2 %, Piraten: 1,6 %

7 2019: Einzelbewerber

8 2019: davon Projekt-NB: 8,9 %, BfN: 6,4 %, SBNB: 2,3 %, Einzelbewerber: 0,9 %, dieBasis: 0,6 %